# 친환경농산물인증기관협회
(사)한국친환경인증기관협회는 친환경농산물 인증기관의 교류·협력, 인증업무 기술개발과 조사·연구, 친환경농산물 우수성 홍보 등을 통해 친환경농업발전에 기여할 목적으로 2006년 9월 6일 설립된 대한민국 농림축산식품부 산하의 사단법인이다. 사무실은 경기도 팔달구 수성로에 있다.

## 주요 사업
- 친환경농산물 우수성 및 소비자 신뢰확보를 위한 인증제도 홍보
- 인증기관 신뢰도 향상을 위한 인증기관 지도 사업
- 인증심사원 심사업무 역량 강화 교육 사업
- 심사 및 사후관리기법 개발 및 보급 사업
- 해외 유기농업 인증기관과의 교류협력 사업
- 친환경인증에 관한 조사·연구·정책개발 등에 관련된 사업
- 회보발행 및 친환경농업 관련 출판 사업
- 인증기관의 정보교환 및 업무능력 향상을 위한 교류 사업
- 기타 본 법인의 목적 달성에 필요한 사업
- 정부산하 비영리기관